# David French (Dramatiker)
David Benson French OC (* 18. Januar 1939 in Neufundland; † 5. Dezember 2010 in Toronto) war ein kanadischer Dramatiker.

## Leben
French zog im Alter von 6 Jahren mit seiner Familie von Neufundland nach Toronto. Er besuchte die Rawlinson Public School, das Harbord Collegiate Institute und dann das Oakwood Collegiate. Nach dem Abitur 1958 begann er Schauspiel in Toronto und am Pasadena Playhouse in Kalifornien zu studieren. Als Schauspieler war er von 1960 bis 1965 überwiegend für den Fernsehsender des CBC tätig, bevor er sich ganz dem Schreiben von Theaterstücken zuwandte. Seine frühesten Stücke waren halbstündige Fernsehdramen. Er verfasste 1963 das Drehbuch zu Behold the Dark River, das von dem Sender gekauft wurde. Es folgten in den nächsten zehn Jahren sieben weitere Fernsehdrehbücher, die der Sender produzierte. French betätigte sich zudem als Übersetzer, so unter anderem 1977 Die Möwe (The Seagull) von Anton Pawlowitsch Tschechow und 2005 Fräulein Julie (Miss Julie) von August Strindberg. Er schrieb 1993 auch einen Kriminalroman mit dem Titel The Silver Dagger. Seine Backstage-Komödie Jitters aus dem Jahr 1979 zählt zu den am häufigsten produzierten Stücken in der Geschichte des kanadischen Theaters.
Im Jahr 2001 wurde French Officer of the Order of Canada ernannt und erhielt 2002 die Queen’s Jubilee Medal verliehen. Er starb an einem durch Krebs verursachten Hirntumor.

## Werke
- Leaving Home. 1972.
- Of the Fields, Lately. 1973.
- One Crack Out. 1975.
- Jitters. 1979.
- Salt-Water Moon. 1985 (Nominierung Governor General’s Award for Fiction 1985).
- 1949. 1989.
- Silver Dagger. 1993.
- That Summer. 2000.
- Soldier’s Heart. 2003.